# Нандита Венкатачалам Паллатур
Нандита Венкатачалам Паллатур (там. பள்ளத்தூர் வெங்கடாசலம் நந்திதா; род. 10 апреля 1996, Санкагири, Тамилнад) — индийская шахматистка, гроссмейстер среди женщин (2020), победительница чемпионата Азии по шахматам среди женщин (2022).

## Биография
Нандита трижды выигрывала чемпионат Индии по шахматам среди девушек в разных возрастных группах: 2007 г. (возрастная группа G11), 2010 году (возрастная группа G15) и 2013 году (возрастная группа G17). Завоевал две медали молодежного чемпионата Азии по шахматам среди девушек: золотую (в возрастной группе до 16 лет в 2011 году) и серебряную (в возрастной группе до 16 лет в 2012 году). Она также дважды входила в тройку лучших на чемпионате Азии по шахматам среди девушек в возрастной группе до 20 лет: в 2015 году (бронза) и 2016 году (серебро). В 2016 году Нандита заняла 2-е место на чемпионате мира по шахматам среди юниоров в возрастной группе девушек до 20 лет.
В 2022 году в Нью-Дели выиграла чемпионат Азии по шахматам среди женщин. В 2023 году в Баку Нандита участвовала в Кубке мира по шахматам среди женщин по олимпийской системе, где проиграла в 1-м туре.
В 2022 году в Ченнаи Нандита участвовала в 44-й шахматной олимпиаде и набрала 8½ очков из 11 возможных на второй доске в составе 3-й команды Индии.
За успехи в турнирах ФИДЕ присвоила Нандите звание международного мастера среди женщин (WIM) в 2015 году и международного гроссмейстера среди женщин (WGM) в 2020 году. Она стала 17-м по счету шахматным гроссмейстером Индии среди женщин.

## Изменения рейтинга
| Графики недоступны из-за технических проблем. См. информацию на Фабрикаторе и на mediawiki.org. |